# طرار
روستای طرار از توابع بخش مرکزی شهرستان فریدن استان اصفهان و جزئی از دهستان دالانکوه می‌باشد. طرار در ۵ کیلومتری جنوب شرقی شهر داران و ۱۳۵ کیلومتری مرکز استان و در دامنه دالانکوه واقع شده است. بر اساس آخرین آمار جمعیت این روستا بالغ بر ۴۸۰ نفر با ۱۱۳ خانوار است. شغل عمده ساکنان این روستا کشاورزی و دامپروری بوده است. به علت کم‌آبی تعداد قابل توجهی از ساکنان نیز به شهرهای اطراف مهاجرت کرده‌اند.
روستای طرار دارای اقوامی با فامیل های اکثریت سلیمی ، صفری ،  خدا بخشی ، کاظمی ، رحیمی،  عبدلی و نظری است.  که بیشتر جوان های این منطقه به استان اصفهان مهاجرت کردند و ساکنین این روستا افرادی سالخورده هستند. 
زبان مردمان این روستا بیشتر فارسی و در قدیم ترکی بوده است و به این روستا در زبان ترکی طارال گفته می شده است.  

## پوشش گیاهی
بیشترین پوشش گیاهی روستارا چمن زارها گونهای تلخ اویشن وبسیاری ازگیاهان دارویی تشکیل میدهد

## آب و هوا
به علت کوهستانی بودن منطقه دارای زمستان‌های بسیار سرد و تابستان‌های خنک می‌باشد. مناطقی مثل دره سلطان، کهریز بیستون، کریزبالا، بربند، یلدره، بغل سفید و پشت غاشا، دره کله علی، خرسنگه طرف نماگرد از جاهای دیدنی در فصل بهار هستند که محل اصلی چرای دام‌های این منطقه است.